# 4540 Oriani
A 4540 Oriani (ideiglenes jelöléssel 1988 VY1) a Naprendszer kisbolygóövében található aszteroida. Osservatorio San Vittore fedezte fel 1988. november 6-án.